# Sejm zwyczajny 1629
Sejm 1629 – sejm zwyczajny Rzeczpospolita Obojga Narodów został zwołany 20 października 1628 roku do Warszawy. 
Sejmiki przedsejmowe w województwach odbyły się 12 grudnia 1628 roku. Jedyny sejmik generalny, jaki się odbył, miał miejsce 30 grudnia 1628 roku w Prusach Królewskich. Marszałkiem sejmu obrano Macieja Manieckiego, podkomorzego poznańskiego. Obrady sejmu trwały od 9 stycznia do 20 lutego 1629 roku. 
Obrady sejmowe toczyły się przy dużej absencji senatorów i posłów w atmosferze niechęci wobec toczącej się w Prusach wojny ze Szwedami. Zajmowano się sprawami wewnętrznymi z zakresu polityki monetarnej, wojskowej i podatkowej.